# 三甘醇
三甘醇，结构式HO(CH2CH2O)2CH2CH2OH。

## 性质
无色几乎无臭吸湿性粘稠液体，可燃。与水和乙醇混溶，微溶于乙醚，几乎不溶于石油醚。毒性极低，未见中毒病例。

## 制备
三甘醇是通过环氧乙烷水合制取乙二醇时的副产物，由二甘醇继续与环氧乙烷反应得到。
{\displaystyle \ H_{2}C(O)CH_{2}+HOCH_{2}CH_{2}OCH_{2}CH_{2}OH\rightarrow }{\displaystyle \ HOCH_{2}CH_{2}OCH_{2}CH_{2}OCH_{2}CH_{2}OH}

## 用途
用作树脂、橡胶、油漆、油脂、农药、硝酸纤维素的溶剂，增塑剂，天然气干燥剂，纤维润滑剂，烟草防干剂等。